# Scholtzia
Scholtzia es un género de plantas de la familia Myrtaceae. Originario  del sudoeste de  Australia. 

## Taxonomía
El género fue descrito por Johannes Conrad Schauer y publicado en Linnaea 17: 241. 1843.

## Especies
- Scholtzia capitata F.Muell. ex Benth., Fl. Austral. 3: 69 (1867).
- Scholtzia ciliata F.Muell., Fragm. 4: 76 (1864).
- Scholtzia drummondii Benth., Fl. Austral. 3: 70 (1867).
- Scholtzia eatoniana (Ewart & Jean White) C.A.Gardner, Enum. Pl. Austr. Occ.: 95 (1931).
- Scholtzia laxiflora Benth., Fl. Austral. 3: 69 (1867).
- Scholtzia leptantha Benth., Fl. Austral. 3: 69 (1867).
- Scholtzia obovata (DC.) Schauer, Linnaea 17: 241 (1843).
- Scholtzia oligandra F.Muell. ex Benth., Fl. Austral. 3: 70 (1867).
- Scholtzia parviflora F.Muell., Fragm. 4: 76 (1864).
- Scholtzia spathulata (Turcz.) Benth., Fl. Austral. 3: 68 (1867).
- Scholtzia teretifolia Benth., Fl. Austral. 3: 70 (1867).
- Scholtzia uberiflora F.Muell., Fragm. 4: 74 (1864).
- Scholtzia umbellifera F.Muell., Fragm. 4: 75 (1864).[1]